# Anders Zorn
Anders Leonard Zorn (født 18. februar 1860, død 22. august 1920) var en svensk maler og raderer.
Zorn var født i Utmeland i Sverige. Hans mor Grudd Anna Andersdotter (1838-1920) kom fra byen Yvraden i Mora sogn. Hendes familie var bønder, og hun bidrog til familiens underhold ved at arbejde blandt andet på et bryggeri i Uppsala, hvor hun mødte den tyske brygmester, Johann Leonhard Zorn (1831-1872), der blev far til hendes søn. Ægteskab kom ikke på tale; men Johann Zorn anerkendte sin søn og tillod ham at bruge sit efternavn.  Johann Leonhard Zorns far , Johann Philipp (1808-1849), var bl.a. brygmester i Würzburg og stammede fra en bondefamilie, som siden 1600-tallet havde boet i den bayerske by Üttingen. Johann Leonhard Zorn døde 26. december 1872 i Helsingfors, hvor han ligger begravet. 
Zorn blev født i en kostald og mødte aldrig sin far;  men han arvede 3.000 kroner, som blev brugt til tre års studier ved Kunstakademiet i Stockholm. Med sit store talent kunne han hurtigt forsørge sig selv og sin familie og fik som 20-årig eget atelier i Stockholm, hvor han bl.a. malede og tegnede portrætter og illustrationer. Han fik sit kunstneriske gennembrud i foråret 1880, hvor han deltog i Kunstakademiets elevudstilling med akvarellen I Sorg.
I januar 1881 mødte han Emma Lamm (1860-1942), som kom fra en anset familie fra Dalarö i nærheden af Stockholm. De forlovede sig hemmeligt samme år. Han foretog flere rejser i Europa og USA, hvor han malede og raderede portrætter. Han var kun 29, da Uffizi-galleriet i Firenze bad ham male et selvportræt til museets berømte samling. Snart var han rival til den kendte portrætmaler John Singer Sargent. 
I 1886 erhvervede Zorn en grund ved kirken i Mora. Derhen fik han flyttet et lille tømmerhus fra sin morfars gård i Yvraden. Gradvis fik han tegnet og udført tilføjelser og ombygninger af det lille hus, og omkring 1910 stod Zorngården, som den ses i dag. Særlig spektakulær er den store sal med ni meter til taget.  Zorn besøgte USA syv gange og deltog ved Verdensudstillingen i Chicago 1893. 
- Kvinder ved Dalarö og Siljansøen
- I soveværelset.
- Dalakulla tager bad, Sandhamn, 1906.
- Kvinde i båd.
- Pige i atelieret.
- Selvportræt med model.

Anders Zorn, hans nære ven Bruno Liljefors og Carl Larsson anses for Sveriges største kunstnere. Anders Zorn mestrede oliemalerier, akvareller, ætsninger, tegninger og skulpturer. Han var berømt for portrætter og nøgenstudier af kvinder ved Dalarö og Siljansøen.